# Kaptur kolczy

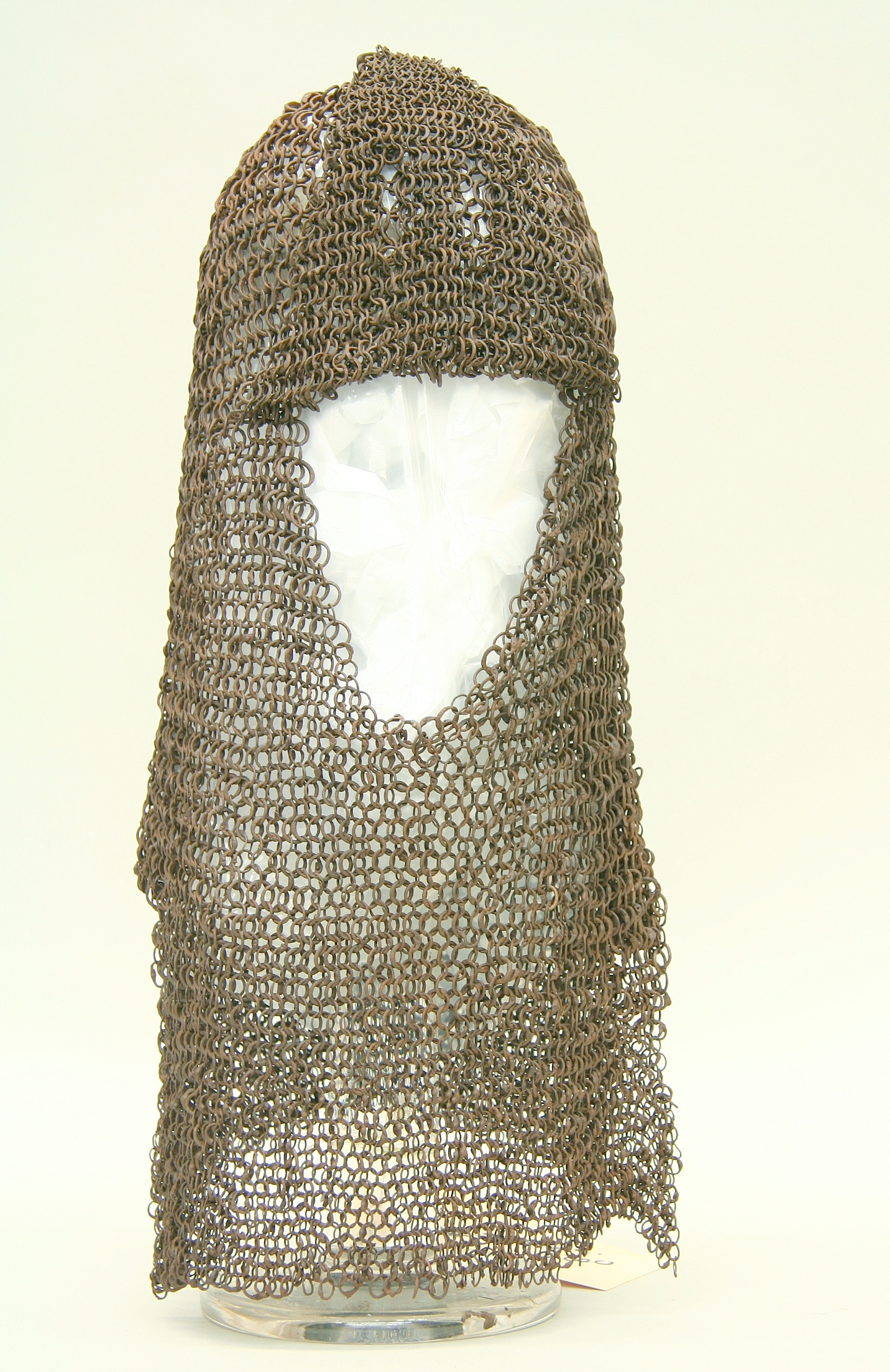
Kaptur kolczy jako hełm samodzielny

Kaptur kolczy (czepiec, kołnierz kolczy) – rodzaj giętkiego hełmu wykonanego z plecionki kolczej. Także element dodatkowy mocowany do innych typów hełmów (w formie kołnierza), bądź noszony pod nimi jako dodatkowa ochrona (w formie czepca).
Kaptury kolcze popularnie stosowano we wschodniej i zachodniej Europie już w XII w. noszone były na miękkim podkładzie z pikowanej tkaniny (który amortyzował wstrząsy). Mogły być używane jako samodzielny hełm (w tym jako integralna część kolczugi), bądź element dodatkowy do innych rodzajów hełmów (np. łebki, basinetu, szyszaka, misiurki) w zależności od konstrukcji zakładany pod dzwon hełmu właściwego, bądź doczepiany do jego dolnej krawędzi jako rodzaj kołnierza. 

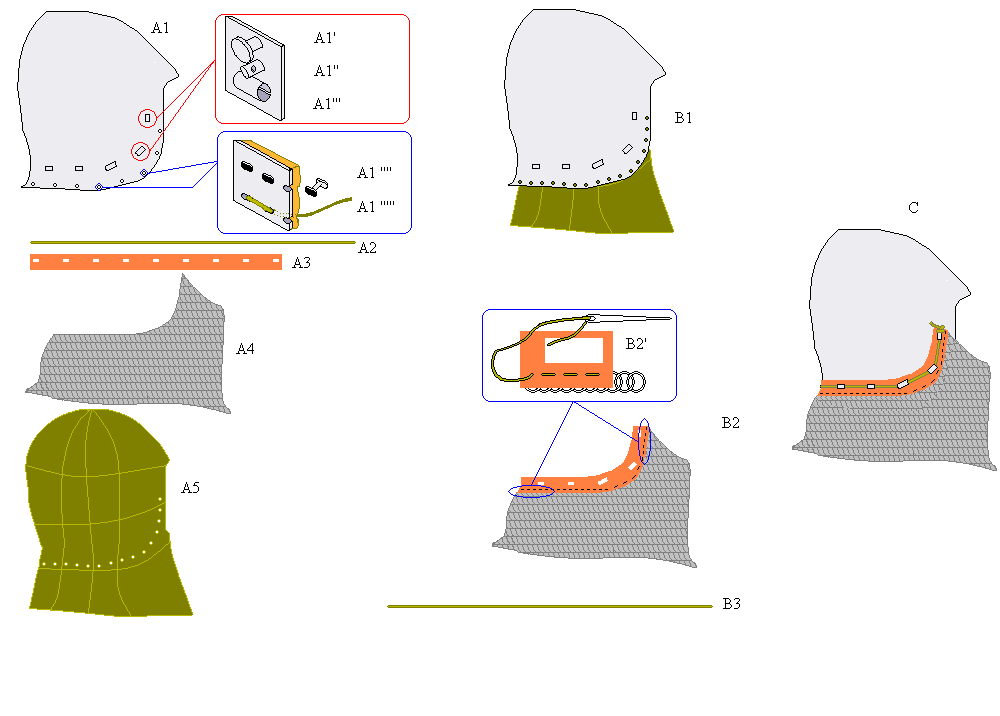
Kaptur kolczy jako kołnierz mocowany do dzwonu hełmu typu basinet